# Mantispa fulvicornis
Mantispa fulvicornis är en insektsart som beskrevs av Navás 1929. Mantispa fulvicornis ingår i släktet Mantispa och familjen fångsländor. Inga underarter finns listade i Catalogue of Life.